# 興都庫什山脈
兴都库什山（波斯語：هندوکش）是位于中亚，东西向横贯阿富汗山脉。东端较高，属于帕米尔高原延伸，海拔约在4,500－6,000米，西端约为3,500－4,000米。山脉总长约966公里。

## 名称
兴都库什此名称的由来还没有统一的说法，有许多学者、作家提出不同的理论。根据最早始于伊本·白图泰的解释, “兴都库什（Hindu Kush）”常被理解为“印度人的杀手”，暗示当时印度奴隶在被强制迁徙到突厥斯坦地区时死于阿富汗山地的严酷气候 ；另一些人则认为这个名称意为“印度之山”；在这种解释下，“Kush”被认为是波斯语“Kuh”（意为“山”）的变体，表明兴都库什山脉是当时阿拉伯地理学家认知的边界。另有一些学者认为这个名称来自阿維斯陀語，意为“水山”。 
Hindū Kūh（ھندوکوه）與 Kūh-e Hind（کوهِ ھند）通常用來指稱隔開從喀布爾河、赫爾曼德河到阿姆河中間盆地的整個區域，或者說是指座落在喀布爾河的西北方區域。

## 地震
- 2002年興都庫什山脈地震
- 2005年興都庫什山脈地震
- 2011年興都庫什山脈地震
- 2015年興都庫什山脈地震